# Slobodan Sudec
Slobodan Sudec (10 dicembre 1973 – Ludbreg, 19 giugno 2021) è stato un calciatore croato.

## Biografia
Il 19 giugno 2021 a 48 anni d'età perde la vita durante un incidente stradale.

## Carriera

### Nazionale
Disputò due incontri con la nazionale U-21, entrambi da titolare. Esordì con i Mali Vatreni l'8 ottobre 1994 nel match valido per le qualificazione ad Euro 1996 vinto 2 a 0 contro la Lituania. Si ripeté un mese dopo questa volta scendendo in campo nella partita persa 2 a 1 contro l'Italia.

## Statistiche

### Cronologia presenze e reti in nazionale
| Cronologia completa delle presenze e delle reti in nazionale ― Croazia under 21 | Cronologia completa delle presenze e delle reti in nazionale ― Croazia under 21 | Cronologia completa delle presenze e delle reti in nazionale ― Croazia under 21 | Cronologia completa delle presenze e delle reti in nazionale ― Croazia under 21 | Cronologia completa delle presenze e delle reti in nazionale ― Croazia under 21 | Cronologia completa delle presenze e delle reti in nazionale ― Croazia under 21 | Cronologia completa delle presenze e delle reti in nazionale ― Croazia under 21 | Cronologia completa delle presenze e delle reti in nazionale ― Croazia under 21 |
| Data                                                                            | Città                                                                           | In casa                                                                         | Risultato                                                                       | Ospiti                                                                          | Competizione                                                                    | Reti                                                                            | Note                                                                            |
| ------------------------------------------------------------------------------- | ------------------------------------------------------------------------------- | ------------------------------------------------------------------------------- | ------------------------------------------------------------------------------- | ------------------------------------------------------------------------------- | ------------------------------------------------------------------------------- | ------------------------------------------------------------------------------- | ------------------------------------------------------------------------------- |
| 8-10-1994                                                                       | Zagabria                                                                        | Croazia under 21                                                                | 2 – 0                                                                           | Lituania under 21                                                               | Qual. Europeo Under-21 1996                                                     | -                                                                               |                                                                                 |
| 16-11-1994                                                                      | Caltanissetta                                                                   | Italia under 21                                                                 | 2 – 1                                                                           | Croazia under 21                                                                | Qual. Europeo Under-21 1996                                                     | -                                                                               |                                                                                 |
| Totale                                                                          |                                                                                 | Presenze                                                                        | 2                                                                               |                                                                                 | Reti                                                                            | 0                                                                               |                                                                                 |